# Spółgłoska szczelinowa dziąsłowa dźwięczna
Spółgłoska szczelinowa sycząca dziąsłowa dźwięczna – rodzaj dźwięku spółgłoskowego występujący w językach naturalnych. W międzynarodowej transkrypcji fonetycznej IPA oznaczana jest symbolem: [z].

## Artykulacja
W czasie artykulacji podstawowego wariantu [z]:
- modulowany jest prąd powietrza wydychanego z płuc, czyli jest to spółgłoska płucna egresywna
- tylna część podniebienia miękkiego zamyka dostęp do jamy nosowej, powietrze uchodzi przez jamę ustną (spółgłoska ustna)
- prąd powietrza w jamie ustnej przepływa ponad całym językiem lub przynajmniej uchodzi wzdłuż środkowej linii języka (spółgłoska środkowa)
- jest to spółgłoska dziąsłowa – język kontaktuje się z dziąsłami, tworząc małą szczelinę. Szczelina ta jest na tyle wąska, że masy powietrza wydychanego z płuc tworzą charakterystyczny dla spółgłosek szczelinowych szum. W zależności od tego czy kontaktu dokonuje spodnia powierzchnia czy czubek języka, mowa o spółgłosce apikalnej [z̺] lub laminalnej [z̻].
- wiązadła głosowe drgają periodycznie, spółgłoska ta jest dźwięczna.

## Terminologia
Spółgłoskę [z] zalicza się do spółgłosek syczących, czyli sybilantów. 

## Przykłady
- spółgłoska laminalna

w języku polskim: zupa ['z̻upa]
w języku angielskim: zone [z̻əʊn] „strefa”
w języku perskim: ﺰﻤﻴﻦ [z̻a'mi:n] „ziemia”
- spółgłoska apikalna

w kastylijskim dialekcie języka hiszpańskiego: desde ['dez̺de] „od kiedy”
w języku nowogreckim: ζάλη ['z̺ali] „zawroty głowy”

## Spółgłoska szczelinowa niesycząca dziąsłowa dźwięczna
W niektórych językach występuje spółgłoska szczelinowa niesycząca dziąsłowa dźwięczna, pozbawiona odrębnego symbolu IPA, zapisywana [ð̠], [ð͇] lub [ɹ̝], kiedy zachodzi potrzeba rozróżnienia.

### Artykulacja
W czasie artykulacji podstawowego wariantu [ð̠]:
- modulowany jest prąd powietrza wydychanego z płuc, czyli jest to spółgłoska płucna egresywna
- tylna część podniebienia miękkiego zamyka dostęp do jamy nosowej, powietrze uchodzi przez jamę ustną (spółgłoska ustna)
- prąd powietrza w jamie ustnej przepływa ponad całym językiem lub przynajmniej uchodzi wzdłuż środkowej linii języka (spółgłoska środkowa)
- jest to spółgłoska dziąsłowa – język kontaktuje się z dziąsłami, tworząc małą szczelinę. Szczelina ta jest na tyle wąska, że masy powietrza wydychanego z płuc tworzą charakterystyczny dla spółgłosek szczelinowych szum. W zależności od tego czy kontaktu dokonuje górna powierzchnia czy czubek języka, mowa o spółgłosce apikalnej lub laminalnej.
- wiązadła głosowe drgają periodycznie, spółgłoska ta jest dźwięczna

### Przykłady
- w języku islandzkim: þakið [θ̠akið̠] "dach"[1][2]. W tym języku zwykle jest to spółgłoska apikalna[1][2].